# Pista del Barranc (Serradell)
La Pista del Barranc és una pista rural del terme municipal de Conca de Dalt, en territori del poble de Serradell, a l'antic terme de Toralla i Serradell, al Pallars Jussà.
Té un traçat discontinu, en diversos trams enllaçats per altres pistes de la zona, com la mateixa Pista del Bosc de la qual arrenca.
Arrenca de la Pista del Bosc just a ponent de la llau de Santa Maria, des d'on s'adreça cap al sud-oest, per resseguir de forma paral·lela pel nord a la llau del Cornàs, la qual travessa, per morir aquesta pista en uns camps propers a la llera de la llau pel costat de migdia. Un segon tram arrenca també de la Pista del Bosc al costat de llevant de la partida de Barba-rossa, per anar en direcció a llevant fins a l'extrem meridional del Serrat de Santa Eulàlia i tornar enrere per una cota superior. Poc després acaba el seu recorregut a la mateixa Pista del Bosc, just a l'extrem sud-est de lo Bosc.